# Ernest Mancoba
Ernest Mancoba (Johannesburg, 1910 - Clamart, 25 oktober 2002) was een Afrikaans-Franse beeldhouwer en kunstschilder.
Mancoba werd in 1940 als Brits onderdaan door de Duitsers geïnterneerd. In 1942 kreeg hij toestemming om met de Deense kunstenares Sonja Ferlov te trouwen, waarbij een Duits officier de trouwfoto's maakte. Na de bevrijding ging hij met haar en hun zoontje Wonga naar Denemarken en werd via haar betrokken bij de Deense kunstenaarsgroep Høst. Ondanks zijn verwantschap aan de Cobra-beweging, sloot hij zich niet bij Cobra aan, in tegenstelling tot zijn vrouw.